# Russofobia

A russofobia é o sentimento de medo ou ódio à Rússia, aos russos, ou à cultura russa.
No passado, a russofobia incluiu maus-tratos patrocinados pelo Estado e propaganda contra os russos na França e na Alemanha. A Alemanha Nazista, a certa altura, considerou os russos e outros eslavos uma raça inferior e "sub-humana" e exigiu seu extermínio. De acordo com a ideologia nazista, milhões de civis russos e prisioneiros de guerra foram assassinados durante a ocupação alemã na Segunda Guerra Mundial. A Alemanha nazista inicialmente experimentou grandes sucessos militares na conquista da União Soviética. No entanto, em 1943, a maré da guerra virou contra eles e a Alemanha Nazista entrou em colapso após a captura de Berlim pelos soviéticos. Caso a campanha nazista contra a União Soviética fosse bem-sucedida, Adolf Hitler e outros altos funcionários nazistas estavam preparados para implementar o Generalplan Ost (Plano Geral para o Leste). Esta diretiva teria ordenado o assassinato de mais de 100 milhões de russos ao lado de outros grupos étnicos que habitavam a União Soviética como parte da criação do Lebensraum.
Nos Estados Unidos, na Europa Ocidental e no Brasil, a russofobia se confundiu com o sentimento anticomunista, no período da Guerra Fria. Muitas das motivações para a participação do mundo anglo-saxão na Guerra Fria não eram fruto do anticomunismo e sim da russofobia que estava presente desde a Guerra da Crimeia.
Hoje, existe uma variedade de clichês da cultura popular e estereótipos negativos sobre os russos, principalmente no mundo ocidental. Alguns indivíduos podem ter preconceito ou ódio contra os russos devido à história, racismo, propaganda ou estereótipos arraigados e ódio existente. Contudo, o sentimento anti-russo seguiu em grande parte uma tendência descendente que começou em 1991 com a dissolução da União Soviética e continuou no século XXI. Esta tendência foi invertida após a invasão russa da Ucrânia em Fevereiro de 2022. Após a invasão, o sentimento anti-russo registou um grande aumento global, atingindo níveis não vistos desde a época da Guerra Fria.

## Estatísticas

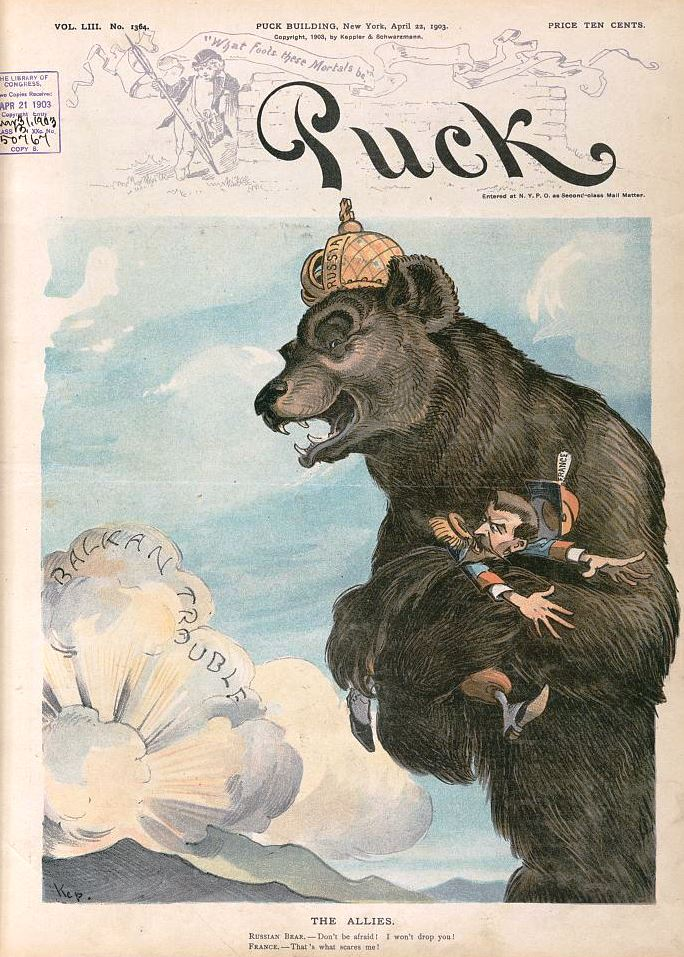
Uma ilustração da revista Puck de 1903 retratando um grande urso usando uma coroa com a inscrição "Rússia" segurando um pequeno Émile Loubet com a inscrição "França" enquanto uma explosão lança nuvens de fumaça com a inscrição "Problemas dos Balcãs" em direção ao céu.

Em outubro de 2004, a International Gallup Organization anunciou que, de acordo com sua pesquisa, o sentimento anti-Rússia permaneceu bastante forte em toda a Europa e no Ocidente em geral. Ela descobriu que a Rússia era o país do G-8 menos popular globalmente. A porcentagem da população com uma percepção "muito negativa" ou "bastante negativa" da Rússia foi de 73% no Kosovo, 62% na Finlândia, 57% na Noruega, 42% na República Tcheca e Suíça, 37% na Alemanha, 32% na Dinamarca e Polônia e 23% na Estônia. No geral, a porcentagem de entrevistados com uma visão positiva da Rússia foi de apenas 31%.
De acordo com uma pesquisa de 2014 do Pew Research Center, as atitudes em relação à Rússia na maioria dos países pioraram consideravelmente durante o envolvimento da Rússia na crise de 2014 na Ucrânia. De 2013 a 2014, as atitudes negativas medianas na Europa aumentaram de 54% para 75% e de 43% para 72% nos Estados Unidos. As atitudes negativas também aumentaram em relação a 2013 em todo o Oriente Médio, América Latina, Ásia e África.
Há a questão de saber se as atitudes negativas em relação à Rússia e as frequentes críticas ao governo russo na mídia ocidental contribuem para atitudes negativas em relação ao povo e à cultura russos. Em um artigo do Guardian, o acadêmico britânico Piers Robinson afirma que "de fato, os governos ocidentais frequentemente se envolvem em estratégias de manipulação por meio de engano envolvendo exagero, omissão e desorientação". Em uma pesquisa de 2012, a porcentagem de imigrantes russos na União Européia que indicaram ter sofrido crimes de ódio por motivos raciais foi de 5%, menos do que a média de 10% relatada por vários grupos de imigrantes e minorias étnicas na UE. 17% dos imigrantes russos na UE disseram ter sido vítimas de crimes nos últimos 12 meses, por exemplo, roubo, ataques, ameaças assustadoras ou assédio, em comparação com uma média de 24% entre vários grupos de imigrantes e minorias étnicas. De acordo com um estudo de 2019, o próprio termo "russofobia" foi usado com pouca frequência antes de 2014 e principalmente para descrever a discriminação contra russos étnicos em antigos Estados soviéticos. Um aumento significativo no uso do termo pelo Ministério das Relações Exteriores da Federação Russa começa a partir de 2014 e está ligado ao retorno de Putin à presidência em 2012 e trazendo uma nova definição de "russianidade" e uma nova abordagem em relação ao "ocidente".

## História

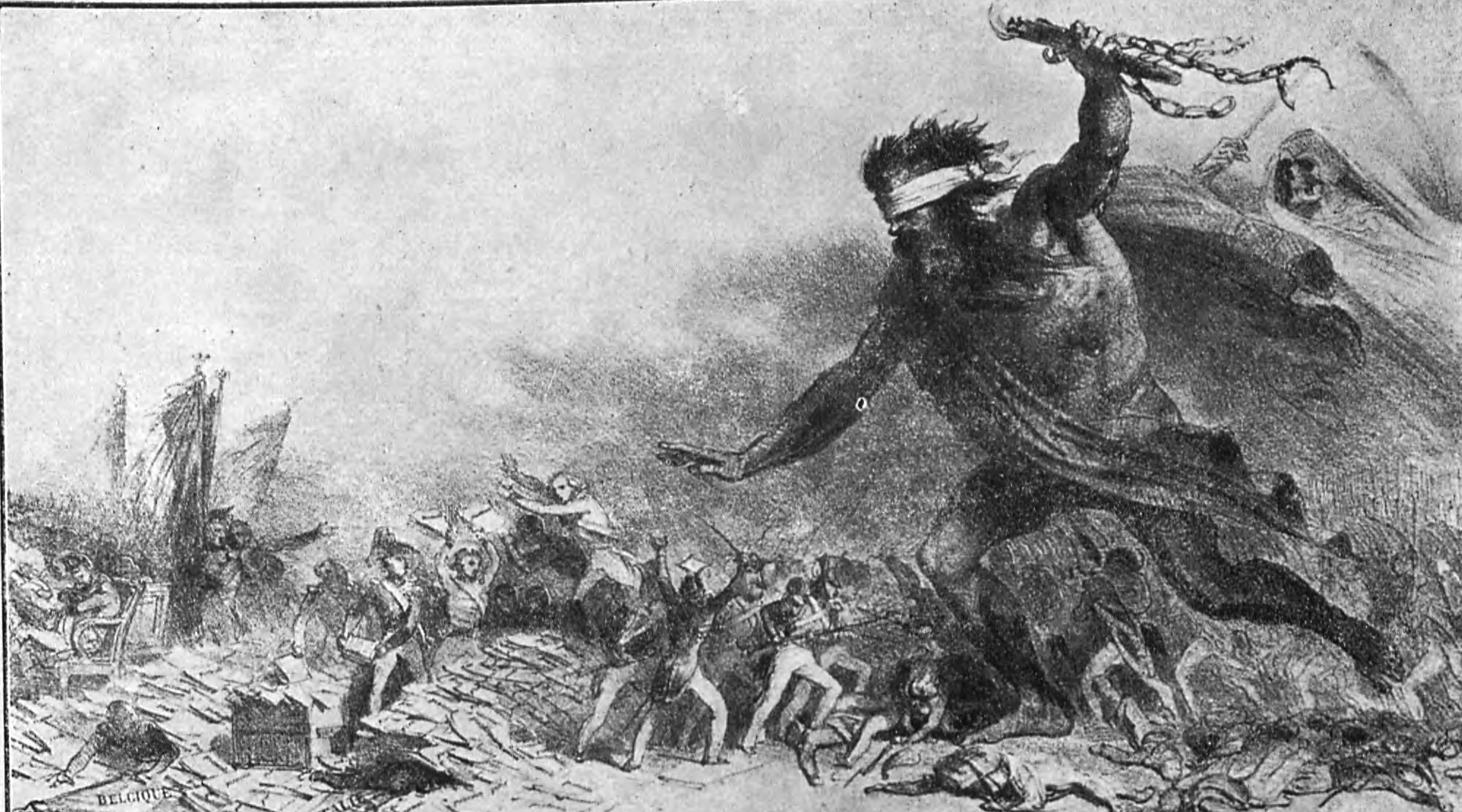
Gravura francesa de 1831 "Barbárie e Cólera entram na Europa. O povo polonês luta, as potências fazem os protocolos e a França..." de Denis Auguste Marie Raffet, retratando a repressão russa da Revolta de Novembro na Polônia em 1831.

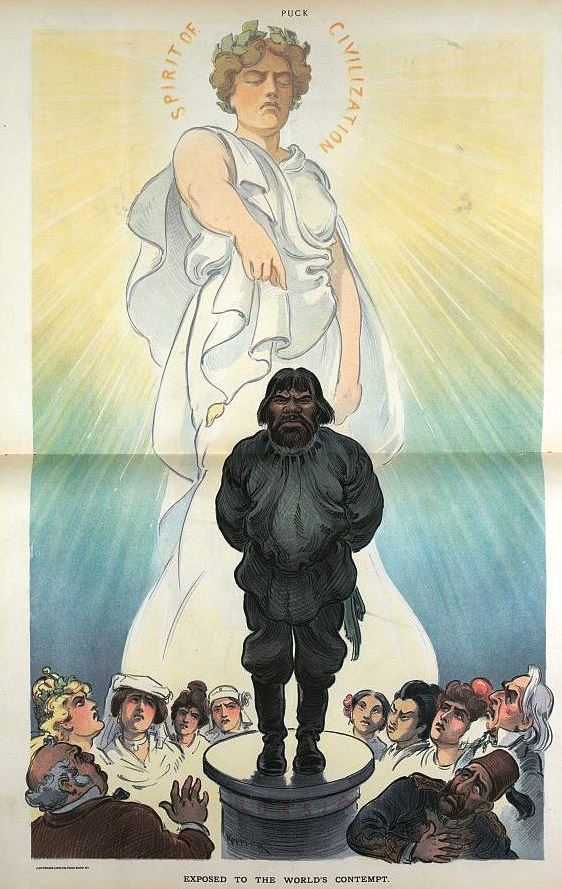
"Expostos ao desprezo do mundo". Ilustração da revista satírica Puck, dedicada ao pogrom antijudaico em Kishenev (Abril de 1903), em 17 de Junho de 1903.

### Séculos XVIII e XIX
Em 19 de outubro de 1797, o Diretório Francês recebeu um documento de um general polonês, Michał Sokolnicki, intitulado "Aperçu sur la Russie" (Visão geral sobre a Rússia). Isso ficou conhecido como o chamado "O Testamento de Pedro, o Grande" e foi publicado pela primeira vez em outubro de 1812, durante as Guerras Napoleônicas, no muito lido Des progrès de la puissance russe de Charles Louis-Lesur: isso foi a mando de Napoleão I, que ordenou a publicação de uma série de artigos mostrando que "a Europa está inevitavelmente no processo de se tornar butim para a Rússia". Após as guerras napoleônicas, a propaganda contra a Rússia foi continuada pelo ex-confessor de Napoleão, Dominique Georges-Frédéric de Pradt, que em uma série de livros retratou a Rússia como um poder "bárbaro" com fome de conquistar a Europa. Com referência às novas leis constitucionais da Rússia em 1811, o filósofo da Sabóia Joseph de Maistre escreveu a agora famosa declaração: "Cada nação tem o governo que merece" ("Toute nation a le gouvernement qu'elle mérite").
A partir de 1815 e durando aproximadamente até 1840, os comentaristas britânicos começaram a criticar o extremo conservadorismo do Estado russo e sua resistência aos esforços de reforma. No entanto, a russofobia na Grã-Bretanha para o resto do século XIX foi focada principalmente relacionada aos temores britânicos de que a conquista russa da Ásia Central fosse um precursor de um ataque à Índia controlada pelos britânicos. Esses medos levaram ao "Grande Jogo", uma série de confrontos políticos e diplomáticos entre a Grã-Bretanha e a Rússia durante o final do século XIX e início do século XX.
Em 1843, o Marquês de Custine publicou seu livro de viagens de 1800 páginas e quatro volumes de enorme sucesso, La Russie en 1839. A narrativa mordaz de Custine repetiu o que agora eram clichês que apresentavam a Rússia como um lugar onde "o verniz da civilização européia era fino demais para ser crível". Tal foi seu enorme sucesso que várias edições oficiais e piratas se seguiram rapidamente, assim como versões condensadas e traduções em alemão, holandês e inglês. Em 1846, aproximadamente 200 mil exemplares haviam sido vendidos.
Em 1867, Fyodor Tyutchev, um poeta russo, diplomata e membro da Chancelaria de Sua Majestade Imperial, introduziu o termo real de "russofobia" em uma carta para sua filha Anna Aksakova em 20 de setembro de 1867, onde ele o aplicou a vários liberais russos pró-ocidentais que, fingindo que estavam apenas seguindo seus princípios liberais, desenvolveram uma atitude negativa em relação ao seu próprio país e sempre se mantiveram em uma posição pró-ocidental e anti-russa, independentemente de quaisquer mudanças na sociedade russa e tendo uma visão cega em quaisquer violações desses princípios no Ocidente, "violações na esfera da justiça, moralidade e até civilização". Ele colocou a ênfase na irracionalidade desse sentimento. Tyuchev viu o sentimento anti-russo ocidental como resultado de mal-entendidos causados por diferenças civilizacionais entre o Oriente e o Ocidente. Sendo um adepto do pan-eslavismo, ele acreditava que a missão histórica dos povos eslavos era unir-se em um império russo pan-eslavo e cristão ortodoxo para preservar sua identidade eslava e evitar a assimilação cultural; em suas cartas, a Polônia, um país eslavo, mas católico, foi poeticamente referido como Judas entre os eslavos.

### Primeira Guerra Mundial e período Entre-Guerras
O termo "russofobia" retornou aos dicionários políticos da União Soviética apenas em meados da década de 1930.
O influente economista John Maynard Keynes escreveu em sua obra de 1932, A Short View of Russia, que os assassinatos em massa que ocorreram na União Soviética foram resultado da "natureza russa e judaica" do país, alegando que havia uma "bestalidade nos russos e naturezas judaicas quando, como agora, eles estão aliados", e que "da crueldade e estupidez da Velha Rússia nada poderia surgir, mas ... sob a crueldade e estupidez da Nova Rússia uma partícula do ideal pode estar escondido."

### Segunda Guerra Mundial

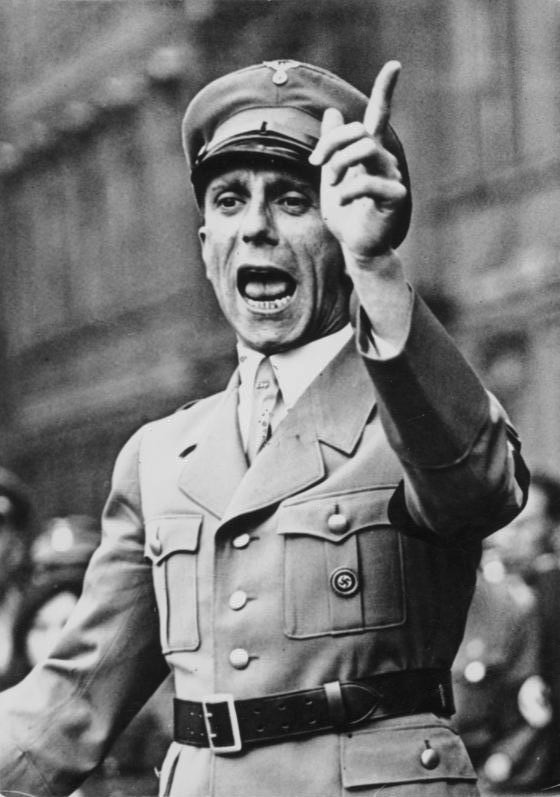
O ministro da propaganda nazista Joseph Goebbels, no jornal Das Reich, explicou a resistência russa em termos de uma alma teimosa, mas bestial. Os russos foram denominados "asiáticos" e o Exército Vermelho como "hordas asiáticas".

Nas décadas de 1930 e 1940, Adolf Hitler e o Partido Nazista viam a União Soviética como povoada por eslavos governados por mestres "judeus bolcheviques".

Hitler afirmou em Mein Kampf sua crença de que o Estado russo era obra de elementos alemães no país e não dos eslavos:
"Aqui, o próprio Destino parece desejoso de nos dar um sinal. Ao entregar a Rússia ao bolchevismo, roubou à nação russa aquela intelectualidade que anteriormente criou e garantiu sua existência como Estado. Pois a organização de uma formação estatal russa não foi o resultado das habilidades políticas dos eslavos na Rússia, mas apenas um excelente exemplo da eficácia formadora do estado do elemento alemão em uma raça inferior."
Um plano secreto nazista, o Generalplan Ost (Plano Geral para o Leste) pedia a escravização, expulsão ou extermínio da maioria dos povos eslavos na Europa. Aproximadamente 2,8 milhões de prisioneiros de guerra soviéticos morreram de fome, maus-tratos ou execuções em apenas oito meses de 1941-42.
"Necessidade, fome, falta de conforto têm sido o destino dos russos por séculos. Nenhuma falsa compaixão, pois seus estômagos são perfeitamente extensíveis. Não tente impor os padrões alemães e mudar seu estilo de vida. Seu único desejo é ser governado pelos alemães. [...] Sirvam-se, e que Deus os ajude!"

— "12 preceitos para o oficial alemão no Leste", 1941.

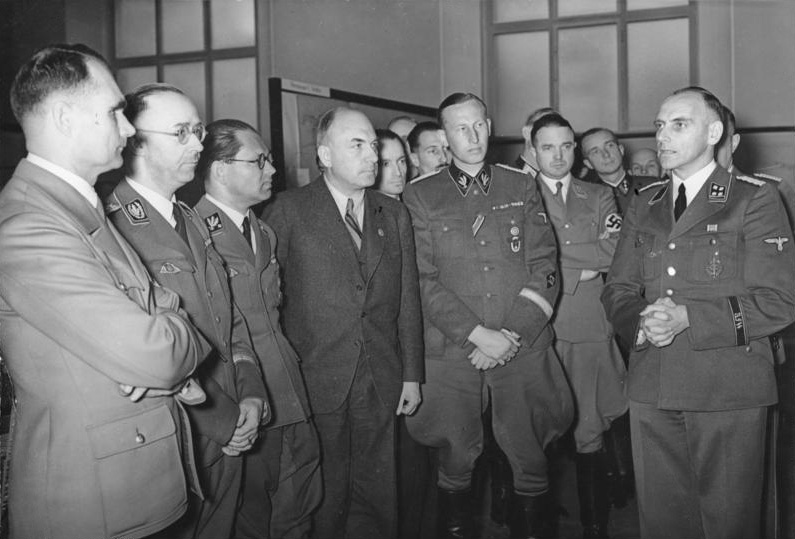
Os altos oficiais nazistas Rudolf Hess, Heinrich Himmler e Reinhard Heydrich ouvindo Konrad Meyer em uma exposição do Generalplan Ost, em 20 de março de 1941.

Em 13 de julho de 1941, três semanas após a invasão da União Soviética, o líder nazista da SS Heinrich Himmler disse ao grupo de homens da Waffen-SS:
"Esta é uma batalha ideológica e uma luta de raças. Aqui nesta luta está o Nacional Socialismo: uma ideologia baseada no valor do nosso sangue germânico e nórdico. ... Do outro lado está uma população de 180 milhões, uma mistura de raças, cujos nomes são impronunciáveis e cujo físico é tal que se pode abatê-los sem piedade e compaixão. Esses animais, que torturam e maltratam cada prisioneiro do nosso lado, cada homem ferido que encontram e não os tratam como soldados decentes, você verá por si mesmo. Essas pessoas foram soldadas pelos judeus em uma religião, uma ideologia, que é chamada de bolchevismo... Quando vocês, meus homens, lutam lá no Oriente, vocês estão travando a mesma luta, contra a mesma sub-humanidade, as mesmas raças inferiores, que uma vez apareceram sob o nome de hunos, outra vez – há 1000, anos na época do rei Henrique e Otão I — sob o nome de magiares, outra vez sob o nome de tártaros, e ainda outra vez sob o nome de Gengis Khan e os mongóis. Hoje eles aparecem como russos sob a bandeira política do bolchevismo."
O discurso de Heinrich Himmler em Posen em 4 de outubro de 1943:
"O que acontece com um russo, com um tcheco, não me interessa nem um pouco. O que as nações podem oferecer em bom sangue do nosso tipo, nós levaremos, se necessário, sequestrando seus filhos e criando-os conosco. Se as nações vivem em prosperidade ou morrem de fome me interessa apenas na medida em que precisamos delas como escravas para nossa cultura; caso contrário, não me interessa. Se 10.000 mulheres russas caem de exaustão enquanto cavam uma vala antitanque me interessa apenas na medida em que a vala antitanque para a Alemanha está terminada. Nunca seremos rudes e insensíveis quando não for necessário, isso é claro. Nós, alemães, que somos as únicas pessoas no mundo que têm uma atitude decente em relação aos animais, também assumiremos uma atitude decente em relação a esses animais humanos."

### Guerra Fria
Os editores do jornal Kritika argumentam que uma interpretação extrema do "Artigo X" de George F. Kennan foi explorada por políticos americanos na Guerra Fria para promover uma política agressiva de "contenção" em relação à Rússia (apesar de Kennan mais tarde denunciar essa interpretação). Os estereótipos russofóbicos de uma tradição iliberal também foram favorecidos pelos historiógrafos da Guerra Fria, mesmo quando estudiosos da Rússia primitiva desbancaram essas noções essencialistas.
Outros trabalhos de acadêmicos russos, como Russophobia de Igor Shafarevich ou o tratado da década de 1980, atribuíram falsamente a disseminação da "russofobia" aos sionistas.

### Russofobia contemporânea
Após a dissolução da União Soviética em 1991, a russofobia viu uma diminuição global significativa. Essa tendência continuou independentemente de ações como a anexação russa da Crimeia em 2014. Essa tendência foi abruptamente revertida após o início da invasão russa da Ucrânia em 2022; após o início da invasão, o sentimento anti-russo começou a aumentar em todo o mundo ocidental a níveis sem precedentes no século XXI. Desde que a invasão começou, os russos étnicos estão relatando em todo o mundo casos crescentes de hostilidade aberta e discriminação contra eles.
Essa hostilidade não é apenas contra o povo russo, também foi vista direcionada às empresas. A Stolichnaya, uma das exportações internacionais mais famosas da Rússia, agora produzida pelo Stoli Group na Letônia, anunciou que estava mudando seu nome para simplesmente "Stoli" em março de 2022. A mudança de nome foi motivada por um esforço de toda a empresa para distanciar a marca de suas origens. O Youtube suspendeu vários canais de artistas russos que apoiam o seu país natal.
Pesquisadores descrevem o uso atual do termo russofobia pelo governo russo para uma estratégia política que implica que outros países são inimigos da Rússia: "construir uma imagem de países russofóbicos é uma ferramenta para moldar a identidade política neo-imperial dos cidadãos da Rússia, de mobilizá-los diante de ameaças reais ou supostas, e de restaurar-lhes o conforto psicológico diante do (suposto) fracasso das ações do Kremlin (como na Ucrânia)".

### Invasão russa da Ucrânia em 2022
Houve um aumento acentuado nas manifestações de sentimento anti-russo após o início da invasão russa da Ucrânia em 2022; após o início da invasão, o sentimento antirrusso disparou em todo o mundo ocidental. Desde que a invasão começou, russos étnicos e imigrantes de língua russa de Estados pós-soviéticos têm relatado globalmente casos crescentes de hostilidade aberta e discriminação contra eles. Essa hostilidade não é apenas em relação ao povo russo; ela também é direcionada às empresas. Negócios de propriedade de russos foram vandalizados também nos Estados Unidos.
Foi relatado um "clima generalizado de desconfiança" em relação aos portadores de passaporte russo na Europa e rejeições de pedidos de contas bancárias devido à nacionalidade. O Reino Unido limitou o quanto os cidadãos russos podem economizar em contas bancárias. O setor bancário considerou que a restrição violava as leis de igualdade do Reino Unido, que proíbem a discriminação por nacionalidade. Leonid Gozman chamou as restrições europeias de discriminatórias e disse que elas prejudicaram os dissidentes que foram forçados a deixar a Rússia, deixando-os sem meios de sobrevivência.
Indignação foi causada pelas manifestações pró-guerra realizadas em Atenas, Berlim, Dublin, Hanôver, Frankfurt e Limassol, consistindo em "veículos estampados com o símbolo pró-guerra Z e marchas acompanhadas por centenas de nacionalistas agitando bandeiras". Especialistas entrevistados pelo The Times disseram que os protestos provavelmente foram coordenados pelo Kremlin por meio da agência de poder brando Rossotrudnichestvo, enfatizando que também existe um "elemento de baixo para cima" de apoio à Rússia. Em 2023, a percepção mais negativa da Rússia foi na Ucrânia (negativo líquido de 79%), seguida por Portugal com 69%, Japão com 68% e Polônia com 68%, de acordo com o Índice de Percepção da Democracia de 2023.

## Como artifício de polêmica
O Kremlin e seus apoiadores são às vezes criticados por usar alegações de "russofobia" como uma forma de propaganda para combater críticas à política do governo. Fontes críticas ao governo russo afirmam que são a mídia e a administração estatais russas que tentam desacreditar as críticas "neutras" generalizando-as em acusações indiscriminadas contra toda a população russa – ou russofobia. Em 2006, o poeta e ensaísta Lev Rubinstein escreveu que, assim como o termo "fascismo", o termo "russofobia" se tornou um adesivo político colado em pessoas que discordam de palavras ou ações de pessoas ou organizações que se posicionam como "russas" no sentido ideológico, e não étnico ou geográfico.
As respostas russas às críticas externas antirrussas intensificaram o crescimento da ideologia nacionalista russa contemporânea, que em muitos aspectos reflete seu antecessor, o nacionalismo soviético. O sociólogo Anatoly Khazanov - apontando para o eurasianismo - afirma que há um movimento nacional-patriótico que acredita que há um "choque de civilizações, uma luta global entre o Ocidente materialista, individualista, consumista, cosmopolita, corrupto e decadente liderado pelos Estados Unidos e a Eurásia idealista, coletivista e moral e espiritualmente superior liderada pela Rússia". Na visão deles, os Estados Unidos querem dividir a Rússia e transformá-la em uma fonte de matérias-primas. O Ocidente sendo acusado de russofobia é uma parte importante de suas crenças.
Joseph Stiglitz escreveu que essas atitudes são reforçadas pelo fracasso das reformas econômicas liberais pós-soviéticas, que são vistas como influenciadas pelo Tesouro dos EUA. Diz-se que uma incompatibilidade entre a retórica dos EUA sobre a promoção de reformas democráticas na Rússia e as ações e políticas reais dos EUA causa profundo ressentimento entre os russos, ajudando a propaganda russa a construir uma narrativa de interferência maligna dos Estados Unidos.
Desde a anexação da Crimeia em 2014 e as sanções subsequentes, houve um rápido crescimento de acusações de russofobia no discurso oficial. O uso do termo no site do Ministério das Relações Exteriores da Rússia aumentou drasticamente durante o período entre 2014 e 2018. O presidente russo Vladimir Putin comparou a russofobia ao antissemitismo. A acadêmica Jade McGlynn considerou a confusão entre russofobia moderna e antissemitismo nazista como parte de uma estratégia de propaganda que usa enquadramento histórico para criar uma narrativa lisonjeira de que a Guerra Russo-Ucraniana é uma reencenação da Grande Guerra Patriótica. Kathryn Stoner e Michael McFaul explicaram a mudança para o nacionalismo radical como uma estratégia para preservar o regime diante das pressões econômicas e políticas domésticas, alegando que "para manter seu argumento de legitimidade em casa, Putin precisa... de um confronto constante que apoie a narrativa de que a Rússia está sob cerco do Ocidente, que a Rússia está em guerra com os Estados Unidos".
Maria Lipman, cientista política russa e pesquisadora visitante sênior do Instituto de Estudos Europeus, Russos e Eurasiáticos da Universidade George Washington, disse que essa narrativa se tornou mais convincente com a imposição de sanções à Rússia e o apoio à Ucrânia com armas, bem como com as declarações sobre o enfraquecimento da Rússia feitas pelo establishment americano, amplificadas pela televisão russa. O Washington Post relatou a eficácia do uso do rótulo de "russofobia" pela propaganda russa para sustentar o apoio à invasão da Ucrânia, apresentando-a como um confronto existencial com o Ocidente. De acordo com uma agência de pesquisa independente, "as pessoas explicam que uma parte significativa do mundo está contra nós e que é apenas Putin que espera manter a Rússia, caso contrário, seríamos completamente devorados. Para eles, é a Rússia que está se defendendo".

## Por país
| Índice de Percepção da Democracia 2024 "Qual é sua percepção geral da Rússia?" (Padrão - classificado por negatividade decrescente de cada país) | Índice de Percepção da Democracia 2024 "Qual é sua percepção geral da Rússia?" (Padrão - classificado por negatividade decrescente de cada país) | Índice de Percepção da Democracia 2024 "Qual é sua percepção geral da Rússia?" (Padrão - classificado por negatividade decrescente de cada país) | Índice de Percepção da Democracia 2024 "Qual é sua percepção geral da Rússia?" (Padrão - classificado por negatividade decrescente de cada país) | Índice de Percepção da Democracia 2024 "Qual é sua percepção geral da Rússia?" (Padrão - classificado por negatividade decrescente de cada país) |
| País pesquisado | Positivo | Negativo | Neutro | Diferença |
| --- | --- | --- | --- | --- |
| Ucrânia | 2% | 89% | 9% | -87 |
| Japão | 2% | 77% | 21% | -75 |
| Polónia | 8% | 78% | 14% | -71 |
| Portugal | 7% | 77% | 16% | -70 |
| Suécia | 8% | 77% | 15% | -68 |
| Dinamarca | 10% | 73% | 17% | -63 |
| França | 8% | 69% | 23% | -61 |
| Países Baixos | 10% | 66% | 24% | -56 |
| Reino Unido | 11% | 67% | 22% | -55 |
| Áustria | 12% | 67% | 21% | -55 |
| Bélgica | 12% | 65% | 23% | -53 |
| Alemanha | 12% | 65% | 23% | -52 |
| Espanha | 13% | 66% | 21% | -52 |
| Canadá | 13% | 63% | 24% | -51 |
| Irlanda | 14% | 64% | 22% | -50 |
| Itália | 10% | 60% | 30% | -50 |
| Austrália | 13% | 60% | 27% | -47 |
| Suíça | 14% | 60% | 26% | -45 |
| Brasil | 17% | 56% | 27% | -39 |
| Noruega | 21% | 58% | 21% | -37 |
| Roménia | 16% | 53% | 31% | -36 |
| Estados Unidos | 17% | 50% | 33% | -33 |
| Irã | 16% | 48% | 36% | -32 |
| Coreia do Sul | 22% | 52% | 26% | -30 |
| Hungria | 17% | 45% | 38% | -28 |
| Israel | 27% | 50% | 23% | -23 |
| Chile | 22% | 41% | 37% | -19 |
| Argentina | 21% | 39% | 40% | -18 |
| Grécia | 25% | 41% | 34% | -16 |
| Colômbia | 22% | 37% | 41% | -14 |
| Taiwan | 25% | 36% | 39% | -11 |
| Singapura | 31% | 33% | 36% | -2 |
| Venezuela | 27% | 26% | 47% | +1 |
| África do Sul | 34% | 32% | 34% | +1 |
| Tailândia | 28% | 23% | 49% | +5 |
| Turquia | 34% | 27% | 39% | +7 |
| Quénia | 40% | 27% | 33% | +13 |
| Filipinas | 36% | 22% | 42% | +14 |
| México | 38% | 22% | 40% | +16 |
| Peru | 41% | 25% | 34% | +16 |
| Malásia | 37% | 19% | 44% | +18 |
| Indonésia | 39% | 11% | 50% | +28 |
| Arábia Saudita | 45% | 15% | 40% | +29 |
| Marrocos | 44% | 15% | 41% | +30 |
| Hong Kong | 54% | 21% | 25% | +33 |
| Nigéria | 55% | 20% | 25% | +35 |
| Egito | 57% | 11% | 32% | +45 |
| Paquistão | 59% | 11% | 30% | +48 |
| China | 56% | 7% | 37% | +48 |
| Argélia | 60% | 6% | 34% | +53 |
| Índia | 64% | 11% | 25% | +53 |
| Vietname | 66% | 8% | 26% | +58 |
| Rússia | 84% | 6% | 10% | +78 |

### Cáucaso do Sul

#### Armênia
Depois que Nicolau II intensificou as políticas de russificação e não ofereceu oposição significativa aos massacres do Império Otomano contra os armênios, o sentimento antirrusso entre os grupos nacionalistas armênios aumentou. Depois que o governo russo confiscou terras da Igreja Armênia em 1903, isso levou a ataques às autoridades russas e aos armênios que cooperavam com elas por armênios mobilizados pelo partido FRA.
Em julho de 1988, durante o movimento de Karabakh, a morte de um homem armênio e o ferimento de dezenas de outros pelo exército soviético em um violento confronto no Aeroporto de Zvartnots, perto de Yerevan, desencadeou manifestações antirrussas e antissoviéticas. Em 2015, as relações entre a Armênia e a Rússia ficaram tensas após o massacre de uma família armênia de sete pessoas em Gyumri por um militar russo estacionado na base russa da região. As relações entre a Armênia e a Rússia pioraram nos últimos anos, devido à recusa da Rússia em ajudar a Armênia na guerra de Nagorno-Karabakh em 2020 e nos confrontos entre Armênia e Azerbaijão em setembro de 2022, bem como devido a declarações consideradas anti-armênias feitas por figuras próximas ao presidente russo Vladimir Putin. Isso resultou num aumento acentuado do sentimento anti-russo no país.

#### Azerbaijão
O massacre do Janeiro Negro de 1990, antes da independência do Azerbaijão, e o papel complicado da Rússia na Primeira Guerra de Nagorno-Karabakh entre o Azerbaijão e a Armênia aumentaram a percepção negativa da Rússia. Sob a presidência de Abulfaz Elchibey em 1992-93, as relações entre a Rússia e o Azerbaijão foram prejudicadas devido às suas políticas antirrussas, no entanto, sob Ilham Aliyev, as relações melhoraram.

#### Geórgia
Houve um aumento da animosidade contra os russos em Tbilisi após a invasão russa da Ucrânia em 2022, que também foi direcionada aos russos exilados que fugiram recentemente de seu país de origem. Incluiu cartazes de empresas e postagens de anfitriões do Airbnb declarando "russos não são bem-vindos", pichações antirrussas encontradas em muitas ruas centrais, a famosa boate Bassiani proibindo qualquer pessoa com passaporte russo e uma petição online assinada por milhares de moradores locais exigindo regras de imigração mais rígidas para russos.
Assim, em março de 2022, uma forte maioria de 84% dos entrevistados em uma pesquisa georgiana disse que a Rússia é inimiga da Geórgia, um aumento acentuado em comparação com uma década antes. De acordo com uma pesquisa de 2012, 35% dos georgianos perceberam a Rússia como o maior inimigo da Geórgia. Além disso, em uma pesquisa de fevereiro de 2013, a maioria de 63% disse que a Rússia é a maior ameaça política e econômica para a Geórgia, em oposição a 35% daqueles que viam a Rússia como o parceiro mais importante para a Geórgia. Em novembro de 2023, 11% preferiam laços mais estreitos com a Rússia, mas abandonavam os laços ocidentais, e 25% queriam aprofundar os laços com a Rússia.
A raíz do sentimento antirrusso georgiano está na história do colonialismo russo da Transcaucásia. Para os georgianos, o país foi ocupado e anexado duas vezes pela Rússia. Primeiro em 1801, sob o regime czarista, e depois, após um curto período de independência da República Democrática da Geórgia (1918–1921), um período de 70 anos de forte ocupação soviética. Esse sentimento foi ainda mais alimentado pelos eventos da década de 1990, quando a Rússia apoiou a independência da Abkházia e da Ossétia do Sul, duas partes historicamente inalienáveis da Geórgia, causando o conflito Abkházia-Geórgia, o conflito Geórgia-Ossétia e, mais tarde, a guerra com a Rússia em 2008. Também foi seguida pela simpatia georgiana pelos chechenos durante o conflito russo-checheno da década de 1990.

### Resto da Europa
O sentimento antirrusso na Europa tem uma longa história, que remonta a vários séculos. Inicialmente, foi amplamente motivado por diferenças religiosas e culturais, bem como pelas políticas expansionistas da Rússia. Esse sentimento evoluiu ao longo do tempo, mas os temas subjacentes de barbárie, imperialismo e inferioridade cultural permaneceram constantes.
Visões negativas da Rússia na Europa começaram a tomar forma no século XV, durante o período de expansão russa para terras não-russas sob o governo de Ivan III. As campanhas da Rússia contra a Polônia-Lituânia, cidades da Livônia e a Finlândia controlada pela Suécia, marcaram o início de uma percepção da Rússia como uma ameaça. Durante essa era, a Rússia era frequentemente retratada por seus adversários europeus como uma nação bárbara, não-cristã e imperialista. Michael C. Paul argumentou que as cruzadas do século XIII contra cidades cristãs russas como Novgorod e Pskov podem destacar uma animosidade religiosa e cultural ainda mais profundamente enraizada.
Durante a Guerra da Livônia (1558–1583), as potências europeias, particularmente a Polônia-Lituânia e as cidades alemãs da Livônia, intensificaram sua percepção negativa da Rússia. Eles impuseram embargos aos suprimentos de guerra para a Rússia, temendo a possibilidade dela receber suprimentos militares da Inglaterra, que tinha uma missão comercial ativa na Rússia. A rainha Elizabeth negou as acusações.
Contemporâneos descreveram o czarismo da Rússia e o início do Império Russo como um inimigo bárbaro do cristianismo. Relatos de viajantes ocidentais como o embaixador austríaco Sigismund von Herberstein e o embaixador inglês Giles Fletcher no século XVI retrataram a Rússia de forma negativa, focando em aspectos como superstição, brutalidade e atraso. Visões negativas persistiram nos séculos XVII e XVIII, com observadores ocidentais continuando a destacar aspectos como superstição, embriaguez e práticas bárbaras na sociedade russa. Figuras notáveis como o Capitão John Perry e os viajantes franceses Jacques Margeret e Jean Chappe d'Auteroche contribuíram para essas percepções, muitas vezes comparando a sociedade russa desfavoravelmente com os padrões ocidentais.
Mais recentemente, a russofobia na Europa Ocidental foi baseada em vários medos mais ou menos fantásticos de conquista russa da Europa, como aqueles baseados na falsificação do Testamento de Pedro, o Grande, documentada na França no século XIX e que mais tarde ressurgiu na Grã-Bretanha como resultado de temores de um ataque russo à Índia colonizada pelos britânicos no âmbito do Grande Jogo. A atitude negativa e a desconfiança atuais em relação à Rússia nas nações da Europa Central e Oriental estão, por sua vez, firmemente ancoradas na violência histórica da União Soviética e da atual Rússia.
Em uma pesquisa de 2012, a porcentagem de imigrantes russos na União Europeia (UE) que indicaram ter sofrido crimes de ódio motivados por raça foi de 5%, o que é menos do que a média de 10% relatada por vários grupos de imigrantes e minorias étnicas na UE. 17% dos imigrantes russos na UE disseram que foram vítimas de crimes nos 12 meses anteriores, em comparação com uma média de 24% entre vários grupos de imigrantes e minorias étnicas.

#### Báltico
Em 2015, o presidente do Comitê de Relações Exteriores da Duma Estatal Russa, Aleksey Pushkov, alegou que a russofobia havia se tornado a política de Estado nos países bálticos e, em 2021, o Ministro das Relações Exteriores, Sergey Lavrov, acusou os estados bálticos de serem "os líderes da minoria russofóbica" na OTAN e na União Europeia.

##### Estônia

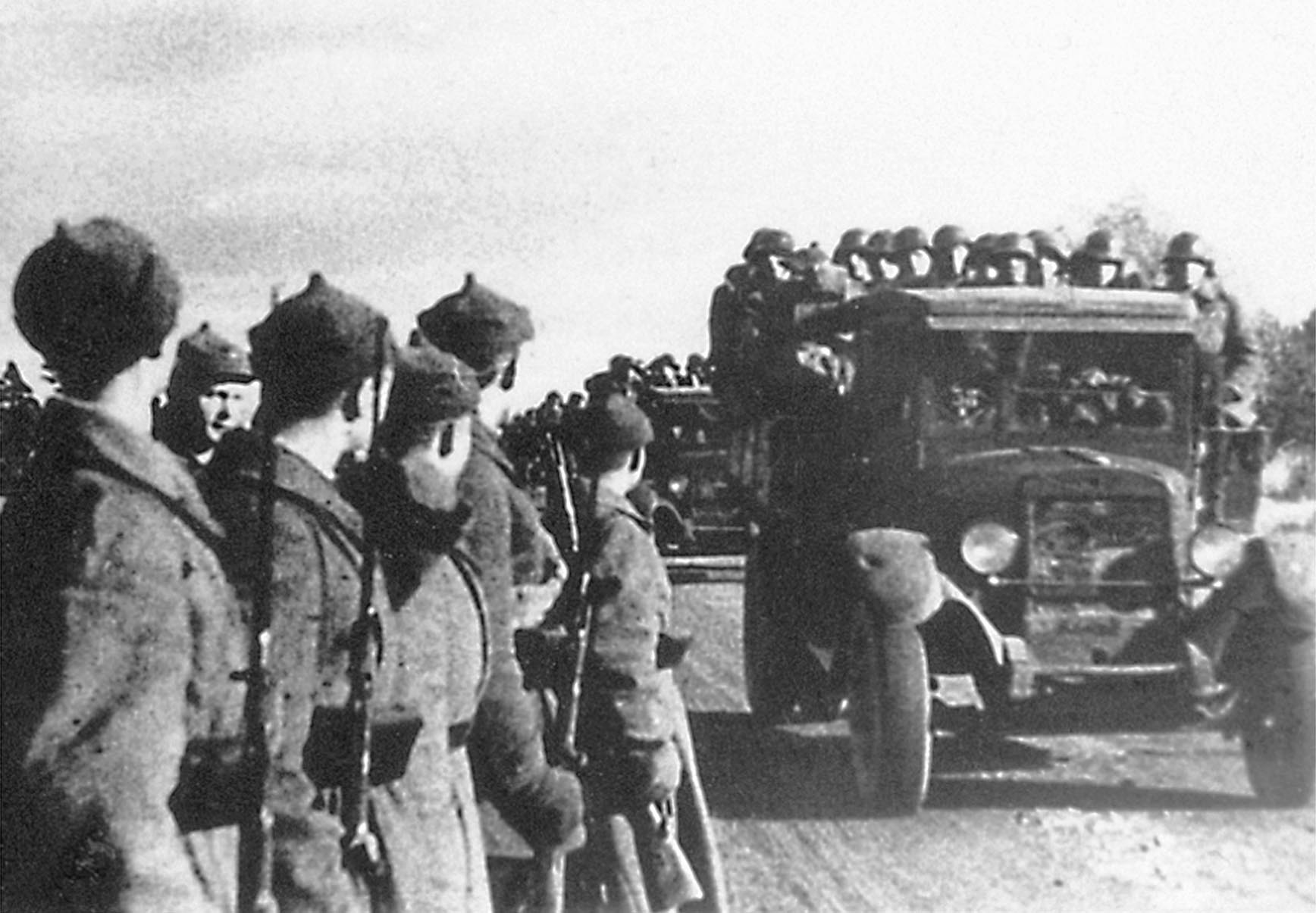
Tropas do Exército Vermelho entrando na Estônia em 18 de outubro de 1939, depois que a União Soviética forçou a Estônia a assinar um tratado permitindo bases soviéticas em seu território.

De acordo com o filósofo estoniano Jaan Kaplinski, o nascimento do sentimento antirrusso na Estônia remonta a 1940, pois havia pouco ou nenhum durante o período czarista e da primeira independência, quando o sentimento antigermânico predominou. Kaplinski afirma que a imposição do governo soviético sob Josef Stálin em 1940 e as ações subsequentes das autoridades soviéticas levaram à substituição do sentimento antigermânico pelo sentimento antirrusso em apenas um ano, e o caracterizou como "uma das maiores conquistas das autoridades soviéticas". Kaplinski supõe que o sentimento antirrusso pode desaparecer tão rapidamente quanto o sentimento antigermânico desapareceu em 1940, no entanto, ele acredita que o sentimento predominante na Estônia é sustentado pelos políticos estonianos que empregam "o uso de sentimentos antirrussos no combate político", juntamente com a "atitude tendenciosa da mídia [estoniana]". Kaplinski diz que "uma atitude rígida Leste-Oeste pode ser encontrada até certo ponto na Estônia quando se trata da Rússia, na forma em que tudo de bom vem do Ocidente e tudo de ruim do Oriente"; essa atitude, na opinião de Kaplinski, "provavelmente não remonta a antes de 1940 e presumivelmente se origina da propaganda nazista".
Uma pesquisa realizada pela Gallup International sugeriu que 34% dos estonianos têm uma atitude positiva em relação à Rússia, mas supõe-se que os resultados da pesquisa provavelmente foram impactados por uma grande minoria étnica russa no país. No entanto, em uma pesquisa de 2012, apenas 3% da minoria russa na Estônia relatou ter sofrido um crime de ódio (em comparação com uma média de 10% entre minorias étnicas e imigrantes na UE).

##### Letônia
De acordo com o The Moscow Times, os medos da Letônia em relação à Rússia estão enraizados na história recente, incluindo visões conflitantes sobre se a Letônia e outros Estados bálticos foram ocupados pela URSS ou se juntaram a ela voluntariamente, bem como as deportações de junho de 1940-1941 e março de 1949 que se seguiram e, mais recentemente, a anexação da Crimeia, que alimentou o medo de que a Letônia também pudesse ser anexada pela Rússia. O jornalista e apresentador russo-americano Vladimir Pozner Jr. acreditava que o fato de muitos migrantes russos na RSS da Letônia não aprenderem letão e esperarem que a população local falasse russo também contribuiu para o acúmulo de sentimento antirrusso.
Nenhum russo foi morto ou mesmo ferido por motivos políticos, nacionalistas ou racistas na Letônia desde que o país recuperou sua independência e, em uma pesquisa de 2012, apenas 2% da minoria russa na Letônia relatou ter sofrido um crime de ódio motivado "racialmente" (em comparação com uma média de 10% entre imigrantes e minorias na UE). Uma pesquisa anterior de 2004, "Tolerância étnica e integração da sociedade letã", realizada pelo Instituto Báltico de Ciências Sociais, descobriu que os entrevistados letões classificaram, em média, suas relações com os russos com 7,8 de 10, enquanto os entrevistados não-letões classificaram suas relações com os letões com 8,4 de 10. Ambos os grupos acreditavam que os laços entre eles eram satisfatórios, não haviam mudado nos últimos cinco anos e permaneceriam os mesmos ou melhorariam nos próximos cinco anos. 66% dos entrevistados não-russos disseram que também apoiariam que seu filho ou filha se casasse com um russo étnico. Os entrevistados mencionaram alguns conflitos étnicos, mas todos eles foram classificados como psicolinguísticos, como confrontos verbais.
Ocasionalmente, os russos na Letônia foram alvos de retórica antirrussa de alguns dos membros mais radicais dos partidos tradicionais e de direita radical na Letônia. Em 2010, a correspondência interna por e-mail da Civic Union entre o Ministro das Relações Exteriores da Letônia Ģirts Valdis Kristovskis e o médico letão-americano e membro do partido Aivars Slucis vazou. Em um dos e-mails intitulado "Os letões se rendem?", Slucis reclamou da situação atual na Letônia e de não poder retornar e trabalhar no país, porque não poderia tratar os russos da mesma forma que os letões. Kristovskis concordou com sua opinião e avaliação, mas alertou contra respostas histéricas, alertando os membros do partido para evitar discussões contraproducentes aos objetivos políticos do partido. Após o vazamento, a União Cívica expulsou Slucis do partido por opiniões inaceitáveis para o partido e devolveu suas contribuições financeiras, enquanto os partidos de oposição Harmony Centre e For a Good Latvia iniciaram um voto de desconfiança contra Kristovskis, sem sucesso.
Por outro lado, os resultados de uma pesquisa anual realizada pela agência de pesquisa "SKDS" mostraram que a população da Letônia estava mais dividida em sua atitude em relação à Federação Russa. Em 2008, 47% dos entrevistados tinham uma visão positiva da Rússia e 33% tinham uma visão negativa, enquanto os 20% restantes achavam difícil definir sua opinião. Ela atingiu o pico em 2010, quando 64% dos entrevistados se sentiam positivos em relação à Rússia, em comparação com os 25% que se sentiam negativos. Em 2015, após a anexação da Crimeia pela Federação Russa, no entanto, caiu para o nível mais baixo desde 2008 e, pela primeira vez, as pessoas com uma atitude negativa em relação à Rússia (46%) ultrapassaram as pessoas com uma atitude positiva (41%). 43,5% também acreditavam que a Rússia representava uma ameaça militar à Letônia e, mesmo em 2019, esse número havia diminuído apenas ligeiramente e estava em 37,3%.

##### Lituânia
Devido a experiências históricas, há um medo prevalecente na Lituânia de que a Rússia nunca tenha parado de querer consolidar o poder sobre o Báltico, incluindo medos de planos russos para uma eventual anexação da Lituânia, como foi visto na Crimeia. Há também preocupações sobre o crescente desdobramento militar da Rússia, como na região russa de Kaliningrado, um enclave da Rússia que faz fronteira com a Lituânia.

#### Europa Oriental

##### Romênia
O sentimento antirrusso na Romênia remonta ao conflito entre os impérios russo e otomano no século XVIII e início do século XIX e à cessão de parte do principado da Moldávia à Rússia pelo Império Otomano em 1812 após sua anexação de fato, e às anexações durante a Segunda Guerra Mundial e depois pela União Soviética da Bucovina do Norte e da Bessarábia e às políticas de limpeza étnica, russificação e deportações que ocorreram nesses territórios contra os romenos étnicos. Após a Segunda Guerra Mundial, a Romênia, antiga aliada da Alemanha Nazista, foi ocupada pelas forças soviéticas. O domínio soviético sobre a economia romena se manifestou através dos chamados SovRoms, cobrando um tremendo preço econômico, ostensivamente como reparações de guerra. A Romênia permanece um grande fornecedor de trigo e em tensões com a Rússia durante a Guerra Russo-Ucraniana.
O surgimento do sentimento antirrusso no que seria a Romênia unificada começou nos Principados do Danúbio e que se perpetuaria com as disputas sobre a produção e exportação de trigo. Com a conclusão da Guerra Russo-Turca de 1828-1829, os principados tornaram-se independentes do Império Otomano com o Tratado de Adrianópolis de 1829. O relacionamento pós-1829 dos Principados do Danúbio da Valáquia e da Moldávia com a Rússia gerou desavenças, sendo causadas por queixas econômicas e políticas mútuas de duas classes influentes que muitas vezes também estavam em desacordo entre si. De acordo com o tratado de 1829, a Rússia foi nomeada protetora dos dois principados, autorizada a ocupá-los e também elaborou uma quase-constituição conhecida como Regulamentos Orgânicos, que formou uma poderosa assembleia de 800 boiardos - a elite econômica local de proprietários de terras - nominalmente sob a autoridade do príncipe menos nominal; o documento foi elaborado com forte apoio dos boiardos. Esta "oligarquia reacionária" interrompeu qualquer sugestão de reforma liberal, e a crescente elite urbana começou a associar a Rússia ao lento progresso da reforma e aos obstáculos que enfrentavam na construção de uma base industrial. Por outro lado, os próprios boiardos começaram a se ressentir da Rússia devido ao seu conflito econômico com relação ao trigo durante as décadas de 1830 e 1840. Depois que os otomanos se retiraram dos três fortes ao longo da bacia do Danúbio, os boiardos exploraram as terras altamente férteis para aumentar drasticamente a produção romena de trigo, de modo que a futura Romênia, composta pela Valáquia unificada com a Moldávia, se tornaria o quarto maior produtor de trigo do mundo. Anteriormente a 1829, o trigo da Valáquia e da Moldávia estava limitado aos mercados otomanos, mas agora a Rússia se sentia cada vez mais ameaçada pela crescente competição em sua jurisdição. Temendo que a produção dos principados pudesse derrubar o preço do trigo russo, a Rússia explorou seu papel como protetora dos Principados para deixar o Danúbio assorear, sabotando assim o possível concorrente de mercado. A rápida erosão das relações públicas com a Rússia levou a uma revolução em 1848, na qual a emergente classe intelectual e política romena buscou a ajuda dos otomanos, seu antigo hegemônico, para expulsar a influência russa — embora, após pressão aplicada pela Rússia, os exércitos russo e otomano tenham unido forças para esmagar o movimento.

##### Ucrânia
Em maio de 2009, uma pesquisa realizada pelo Instituto Internacional de Sociologia de Kiev, na Ucrânia, disse que 96% dos entrevistados eram positivos sobre os russos como um grupo étnico, 93% respeitavam a Federação Russa e 76% respeitavam o establishment russo. Em outubro de 2010, estatísticas do Instituto de Sociologia da Academia Nacional de Ciências da Ucrânia disseram que atitudes positivas em relação aos russos vêm diminuindo desde 1994. Em resposta a uma pergunta avaliando a tolerância aos russos, 15% dos ucranianos ocidentais responderam positivamente. Na Ucrânia Central, 30% responderam positivamente (de 60% em 1994); 60% responderam positivamente no Sul da Ucrânia (de 70% em 1994); e 64% responderam positivamente no Leste da Ucrânia (de 75% em 1994). Além disso, 6–7% dos ucranianos ocidentais baniriam os russos inteiramente da Ucrânia, e 7–8% na Ucrânia Central responderam de forma semelhante. Esse nível de sentimento não foi encontrado no sul ou leste da Ucrânia.
Em 2004, o líder do partido marginal Svoboda, Oleh Tyahnybok, instou seu partido a lutar contra "a máfia judaica de Moscou" que governa a Ucrânia. Por essas observações, Tyahnybok foi expulso da facção parlamentar "Nossa Ucrânia" em julho de 2004. O antigo coordenador do Setor Direito na Ucrânia Ocidental, Oleksandr Muzychko, falou sobre lutar contra "comunistas, judeus e russos enquanto o sangue correr em minhas veias". O partido ultranacionalista Svoboda (outrora proeminente, mas agora marginal) invocou uma retórica antirrussa radical e tem apoio eleitoral suficiente para angariar apoio majoritário em conselhos locais, como visto no conselho regional de Ternopil, na Ucrânia Ocidental. Analistas explicaram a vitória do Svoboda no leste da Galícia durante as eleições locais ucranianas de 2010 como resultado das políticas do governo Azarov, que foram vistas como muito pró-Rússia pelos eleitores do Svoboda. De acordo com Andreas Umland, professor sênior de ciência política na Academia Mohyla da Universidade Nacional de Kiev, a crescente exposição do Svoboda na mídia ucraniana contribuiu para esses sucessos. Segundo o acadêmico britânico Taras Kuzio, a presidência de Viktor Ianukovytch (2010–2014) inventou essa exposição para desacreditar a oposição.

#### Europa Central

##### República Tcheca

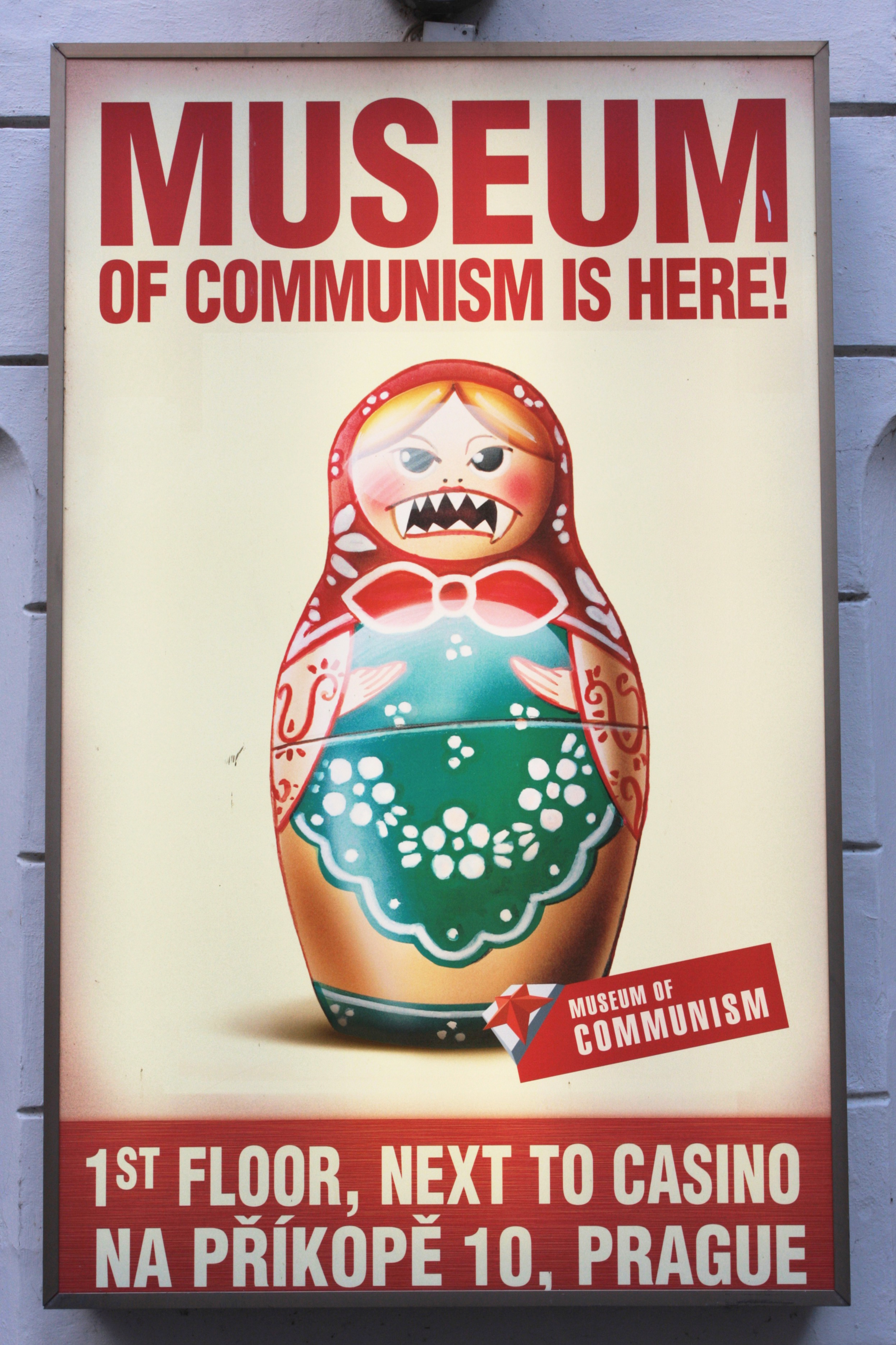
Uma caricatura de uma boneca tradicional russa matryoshka como símbolo negativo do comunismo no Museu do Comunismo de Praga, na República Tcheca.

A Rússia continua sendo um dos países mais negativamente percebidos pelos tchecos em pesquisas realizadas desde 1991, e apenas 26% dos tchecos responderam que tinham uma opinião positiva sobre a Rússia em novembro de 2016. De acordo com o escritor Tim Nollen, em 2008, os russos na República Tcheca eram quase universalmente odiados como povo, em parte devido à presença de mafiosos russos, bem como às "hordas arrogantes de visitantes russos que descem sobre Praga e os Spas em Karlovy Vary".
Após o início da invasão russa da Ucrânia em 2022, as tensões anti-Rússia aumentaram no país. Martin Dlouhý, professor da Universidade de Economia e Negócios de Praga, escreveu no Facebook em 24 de fevereiro que não conduziria, testaria ou corrigiria a tese final dos estudantes russos “devido à consciência e aos princípios morais”; mas excluiu a postagem após uma forte reação negativa. A violência em escolas primárias provocou ataques de estudantes a colegas de etnia russa, o que levou à condenação do primeiro-ministro Petr Fiala. Muitas lojas e restaurantes tchecos colocaram placas dizendo que russos e bielorrussos não eram permitidos.

##### Polônia
Em 2005, o The New York Times relatou, através do diário polonês Gazeta Wyborcza, que "as relações entre as nações estão tão ruins quanto desde o colapso do bloco soviético em 1989". Jakub Boratyński, diretor de programas internacionais do think tank polonês independente Stefan Batory Foundation, disse em 2005 que os sentimentos antirrussos diminuíram substancialmente desde que a Polônia aderiu à UE e à OTAN, e que os poloneses se sentem mais seguros do que antes, mas ele também admitiu que muitas pessoas na Polônia ainda olham com desconfiança para as medidas de política externa russa e temem que a Rússia esteja tentando "recriar um império de uma forma diferente". De acordo com Boris Makarenko, vice-diretor do think tank Center for Political Technologies, sediado em Moscou, muitos dos sentimentos antirrussos modernos na Polônia são causados por queixas do passado. Uma questão polêmica é o massacre de Katyn em 1940, bem como as operações de limpeza étnica da era stalinista, incluindo a deportação de centenas de milhares de poloneses étnicos, embora o governo russo tenha oficialmente reconhecido e se desculpado pela atrocidade.
De acordo com uma pesquisa de 2013 do BBC World Service, 19% dos poloneses viam a influência da Rússia de forma positiva, com 49% expressando uma visão negativa. De acordo com um relatório do Gazeta.pl em 2019, alguns hoteleiros polacos não gostavam dos hóspedes russos, e o vice-presidente da Câmara de Turismo da Polónia admitiu em 2014 que algumas pensões privadas estavam a rejeitar turistas russos.

##### Hungria
As relações da Hungria com a Rússia são marcadas pela Revolução Húngara de 1848, que foi esmagada com a ajuda das tropas russas, e pela Revolução Húngara de 1956, que foi brutalmente esmagada pelo Exército Vermelho e foi seguida pela prisão em massa de húngaros. O atual governo de Viktor Orbán é visto como mais amigável com a Rússia. De acordo com uma pesquisa de 2019 realizada pela Pew Research, 3% dos entrevistados húngaros tinham uma opinião favorável da Rússia, 32% tinham uma opinião um tanto favorável, 31% tinham uma opinião um tanto desfavorável e 16% tinham uma opinião muito desfavorável.

#### Norte da Europa

##### Noruega
Os laços diplomáticos e culturais da Noruega com o Ocidente complicaram as relações contínuas com a Rússia. Uma pesquisa de 2017 com noruegueses descobriu que 58% acreditam que Vladimir Putin e a Rússia representam uma ameaça à segurança. O Ministro da Defesa norueguês classificou os planos da Rússia sobre armas nucleares no espaço como uma ameaça real. Autoridades russas aumentaram as tensões. Um vice-ministro das Relações Exteriores russo declarou em Oslo que a Rússia vê os exercícios militares Trident Juncture, da OTAN, realizados em outubro de 2018 na Noruega, como sendo de natureza "antirrussa". A expansão russa no Ártico contribuiu para aumentar a desconfiança mútua entre a Rússia e a Noruega. As percepções da Noruega sobre o militarismo russo e o antagonismo regional, bem como o fato da Noruega hospedar o Corpo de Fuzileiros Navais dos EUA no país, contribuíram para a deterioração das relações entre a Noruega e a Rússia.

##### Finlândia

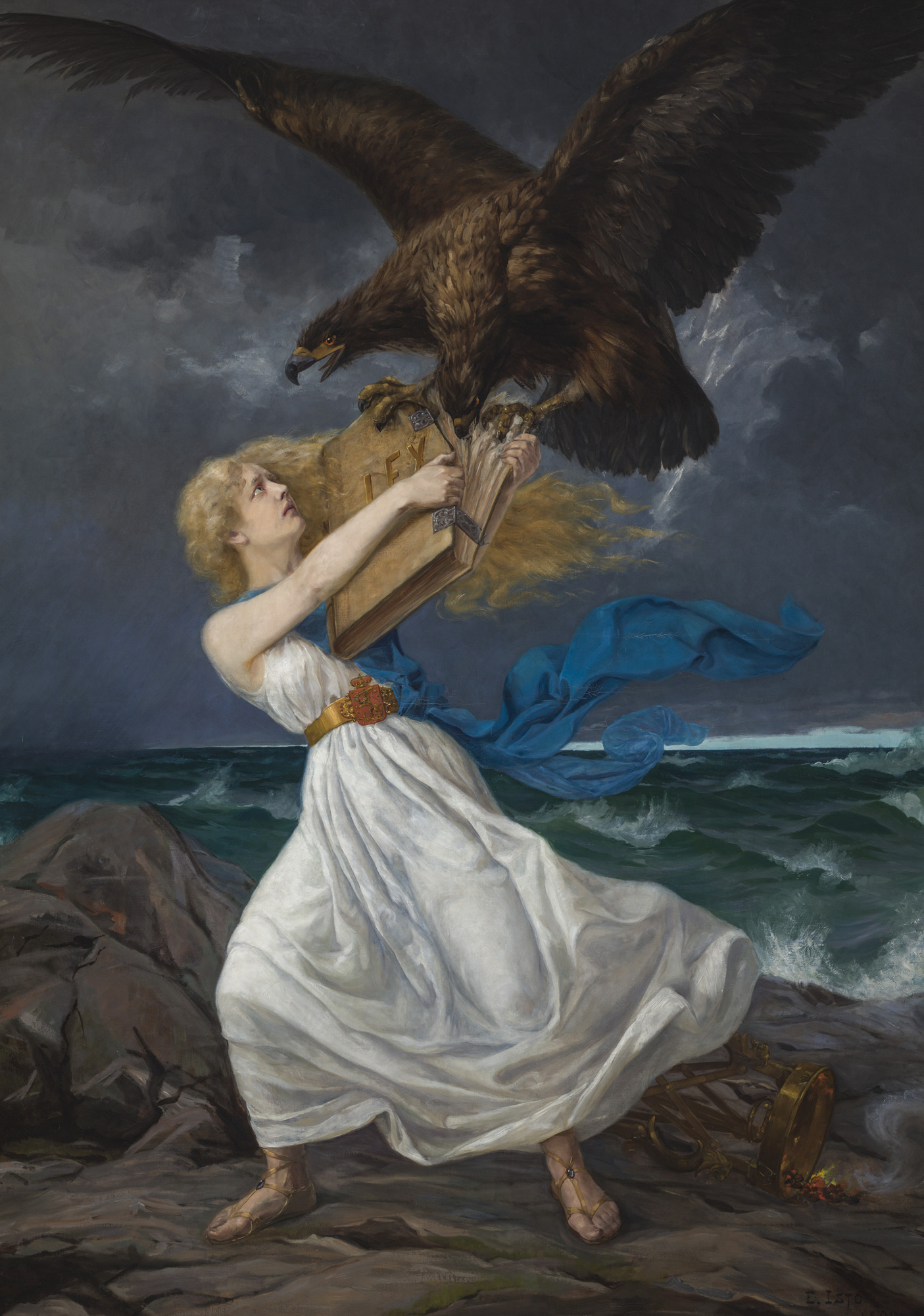
Ataque (1899), de Edvard Isto, simboliza o início da russificação da Finlândia. A águia de duas cabeças da Rússia está arrancando o livro de leis dos braços da Donzela Finlandesa.

Na Finlândia, o sentimento antirrusso tem sido estudado desde a década de 1970. A história do sentimento antirrusso tem duas teorias principais. Uma delas afirma que finlandeses e russos têm sido arqui-inimigos ao longo da história. Considera-se que a posição foi dominada pelo menos desde 1700, desde os dias da Grande Ira. Essa visão pressupõe, em grande parte, que, ao longo dos séculos, "a Rússia é uma assassina violenta e a Finlândia é uma vítima inocente e virgem". Outra visão, talvez mais plausível, sustenta que a ideia da Rússia como arqui-inimiga só foi inventada durante os primeiros anos da independência, com o propósito de construir a identidade nacional.
A Guerra Civil Finlandesa em 1918 entre os Vermelhos e os Brancos — vencida pelos Brancos — deixou para trás uma onda popular de sentimentos antirrussos e anticomunistas na Finlândia. Centenas de russos étnicos foram executados em 1918 na cidade de Vyborg.
De acordo com pesquisas de 2004, 62% dos cidadãos finlandeses tinham uma visão negativa da Rússia. Em uma pesquisa de 2012, 12% dos imigrantes russos na Finlândia relataram ter sofrido um crime de ódio motivado racialmente (em comparação com uma média de 10% dos imigrantes na UE). Um relatório de 2012 do Ministério do Emprego e da Economia afirmou que candidatos a empregos com nomes russos ou que soassem russos tendiam a ter que enviar o dobro de inscrições do que candidatos com nomes finlandeses.

### Europa Ocidental

##### França
Em meados do século XVIII, Voltaire deu aos intelectuais franceses uma imagem positiva, retratando a Rússia como uma sociedade de oportunidades, na qual líderes todo-poderosos como Pedro, o Grande, poderiam criar uma sociedade racional e esclarecida por decreto. Por outro lado, escritores iluministas franceses igualmente influentes, especialmente Denis Diderot, retrataram a Rússia em cores escuras, enfatizando a ausência de uma tradição iluminista ou de uma classe média, e uma propensão à ditadura severa.
As relações entre a França e a Rússia durante o século XIX oscilaram entre uma de relativa amizade e um conflito aberto. O imperador francês Napoleão estabeleceu uma aliança militar com a Rússia, antes de lançar sem sucesso uma invasão do país em 1812 devido à recusa da Rússia em obedecer ao Bloqueio Continental. A russofobia na França cresceu durante a década de 1830 com a supressão da Rússia ao Levante de Novembro na Polônia, com o público francês temendo a expansão de uma potência "asiática" militarmente forte para a Europa. Esse clima nacional de russofobia criou apoio na França para entrar em guerra com a Rússia em 1854. Fiódor Dostoiévski observou no Diário de um Escritor (1873–1876):

Os europeus não confiam nas aparências: “Grattez le russe et vous verrez le tartare”, eles dizem (arranhe um russo e você encontrará um tártaro). Isso pode ser verdade, mas foi isso que me ocorreu: a maioria dos russos, em suas relações com a Europa, se junta à extrema esquerda porque são tártaros e têm o amor selvagem pela destruição, ou eles são, talvez, movidos por outras razões?"
De acordo com uma pesquisa do Pew Global Attitudes Project de 2017, 36% dos franceses têm uma visão favorável da Rússia, com 62% expressando uma visão desfavorável. Em troca, vários acadêmicos e políticos franceses argumentam que a França tinha uma opinião positiva de longa data sobre a Rússia e lamentam que a França, desde o final dos anos 2000, tenha tendido a seguir cegamente as posições americanas contra a Rússia.

##### Reino Unido

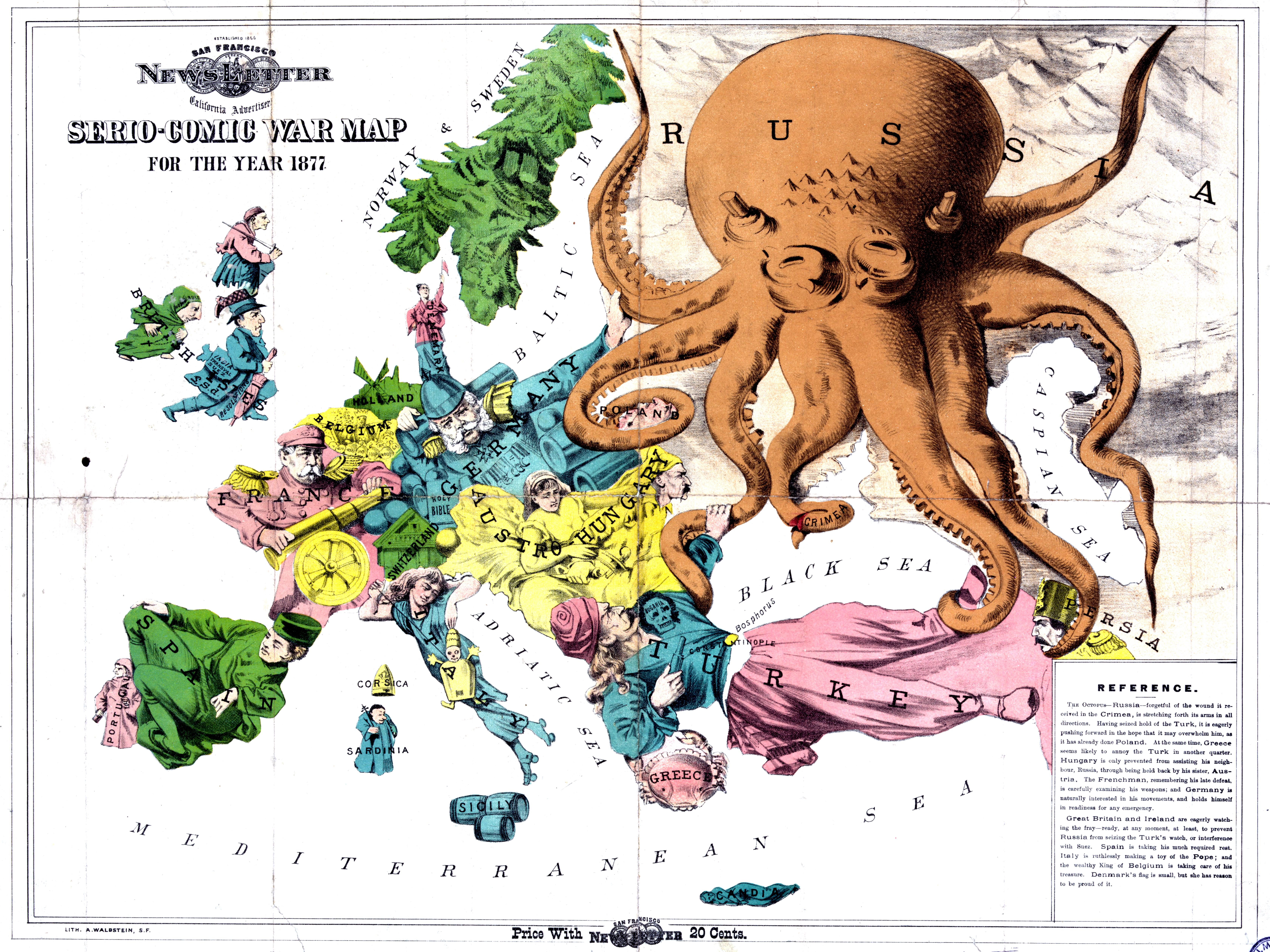
A ameaça russa, um cartoon animado britânico de 1877 que mostra a Rússia como um polvo devorando terras vizinhas, especialmente o Império Otomano.

Embora as relações anglo-russas tenham sido tradicionalmente calorosas do século XVI ao XVIII, no início do século XIX a russofobia começou a aparecer na mídia. Representações da Rússia por escritores de viagens e correspondentes de jornais britânicos descreviam o país "como um país semibárbaro e despótico", uma imagem que se enraizou na consciência pública britânica, já que tais representações eram frequentemente publicadas na mídia britânica; essas representações tiveram o efeito de aumentar a russofobia na Grã-Bretanha, apesar dos crescentes laços econômicos e políticos entre os dois países. A conquista russa da Ásia Central foi percebida na Grã-Bretanha como um precursor de um ataque à Índia Britânica e levou à disputa regional conhecida como "Grande Jogo", enquanto a Guerra da Crimeia entre os dois países em 1853-1856 aprofundou a russofobia na Grã-Bretanha.
Em 1874, a tensão diminuiu quando o segundo filho da Rainha Vitória, o Príncipe Alfredo, se casou com a única filha do Czar Alexandre II, a Grã-Duquesa Maria Alexandrovna, seguido por uma visita de Estado do czar à Grã-Bretanha. A boa vontade não durou mais do que três anos, quando forças estruturais novamente levaram as duas nações à beira da guerra, levando ao ressurgimento da russofobia na Grã-Bretanha. Grandes explosões de russofobia na Grã-Bretanha geralmente ocorriam durante períodos de tensos impasses políticos, como o incidente de Dogger Bank em 1904, quando a Frota do Báltico da Marinha Imperial Russa atacou um grupo de barcos de pesca britânicos na crença equivocada de que eram navios de guerra japoneses; a indignação na Grã-Bretanha levou o governo russo a pagar indenização aos pescadores envolvidos.
A russofobia britânica também se manifestou na literatura popular do período; Drácula, de Bram Stoker, foi visto por alguns historiadores como uma narrativa alegórica na qual o personagem homônimo (representando a Rússia Imperial) é "destruído por guerreiros comprometidos com a Coroa". No entanto, no final do século XIX, a russofobia na Grã-Bretanha diminuiu um pouco, à medida que a literatura russa, incluindo obras escritas por autores como Leon Tolstói e Fiódor Dostoiévski, começou a ganhar popularidade na Grã-Bretanha; visões positivas do campesinato russo também começaram a aparecer na literatura britânica durante esse período.

Uma pesquisa da YouGov de maio de 2021 revelou que 73% dos entrevistados britânicos expressaram uma visão desfavorável da Rússia, e nenhum outro país foi visto de forma mais negativa no Reino Unido, exceto o Irã, com 74% de desfavorabilidade. No entanto, os russos no Reino Unido geralmente não enfrentaram assédio ou violação de seus direitos com base em nacionalidade ou etnia até 2022. Alguns russos no Reino Unido relataram experiências de hostilidade local após a invasão da Ucrânia pela Rússia. O deputado conservador Roger Gale pediu que todos os cidadãos russos fossem expulsos do país. Gale reconheceu que a maioria dos russos no Reino Unido não era uma ameaça à segurança nacional, ele acreditava que era necessário "enviar uma mensagem muito dura a Putin por meio do povo russo". O deputado Tom Tugendhat também sugeriu em uma ocasião que os cidadãos russos deveriam ser expulsos do país. Evgeny Lebedev, um empresário britânico nascido na Rússia, alegou que empresas e instituições se recusaram a colaborar com o jornal Evening Standard, do qual ele é dono, em meio à guerra na Ucrânia, citando sentimentos anti-russos. Alexandra Tolstoy, nascida em Poole, teve sua conta fechada pelo NatWest, o que ela suspeita ter acontecido por causa de seu nome russo.